# Dichterleben

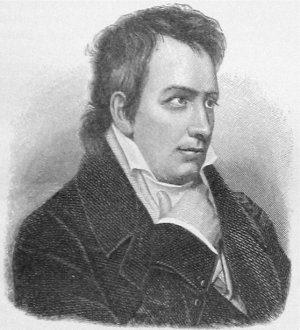
Ludwig Tieck
- 1773 †1853

Dichterleben ist die älteste historische Novelle von Ludwig Tieck, die – 1825 geschrieben – im selben Jahr bei Brockhaus in Leipzig erschien.
London-Southwark anno 1592/93: Shakespeares Stern geht auf, „während sich seine Vorgänger zu Grabe neigen“.

## Inhalt
In London gibt es schon eine Anzahl Poeten, Dramatiker und Satiriker, über die der angesehene Publizist Francis Meres schreiben und der „pedantische Sprachmeister“ Florio reden kann. Gemeint sind Thomas Nash, Thomas Lodge, George Peele, Edmund Spenser, Christopher Marlowe und Robert Greene. Vom Leben und Sterben der letzten beiden handelt die Novelle.
Es geht den beiden jungen Männer bei ihren literarischen Bemühungen allein um den dichterischen Nachruhm. Und ansonsten, weder Marlowe noch Greene können mit Geld umgehen. Marlowe, „hochfahrend“, hält von der Institution Ehe überhaupt nichts. Fanny, seine Geliebte, vernachlässigt er. Greene hat die Ehe wenigstens probiert. Er verließ aber die Frau Emmy und den gemeinsamen kleinen Sohn. Das Vermögen brachte Greene mit der „gottlosen Billy“ durch. Das Blatt wendet sich. Emmy sucht mit dem Kinde Greene in London auf, und der Dichter wird zu allem Überfluss von einem Gönner materiell komfortabel ausstaffiert. Doch Greene verlässt Frau und Kind erneut. Das Geld verprasst er mit der „edlen Geliebten“ Billy außerhalb von London. Nachdem Billy mit dem restlichen Gelde das Weite gesucht hat, kehrt Greene mittellos und krank nach London zurück. Sein gesundheitlicher Zustand verschlimmert sich rapide, nachdem er von Marlowe erfährt, was für ein Dichter der Autor von „Romeo und Julia“ ist. Greene stirbt. Marlowe folgt dem Freunde ins Grab, als er den Dolch gegen einen unbewaffneten Nebenbuhler erhebt und der Angegriffene die Mordwaffe kurzerhand umdreht.

## Form
Von einem gewissen Shakespeare ist erst am Ende der Novelle die Rede. Dieser, so stellt sich heraus, ist der Schreiber der beiden Protagonisten. In dem Text geht es nicht vordergründig um Shakespeare. Es geht darum: Marlowe und Greene glauben an die Unsterblichkeit ihres dichterischen Werkes und müssen einsehen, gegen „Romeo und Julia“ ist das Eigene „nur Stümperei“.
Obwohl die o. g. Literaten sich in der Novelle mitunter wortreich über Literatur verbreiten, glückt Tieck dennoch ein recht farbiges Bild vom London gegen Ende des 16. Jahrhunderts. Wahrsager, Sektierer und Propheten treten auf. Und der geschäftstüchtige Theaterunternehmer Philipp Henslow wird vorgeführt, wie er die unbekümmert feiernden Dichter zum baldigen Weiterschreiben des Angefangenen (und mit Vorschuss bedachten) bewegen möchte. Henslow fragt Marlowe insistierend: „Wie ist es nun mit Eurem Faust?“ Zum Leidwesen des Fragers lautet die höfliche Antwort aus der fröhlich zechenden Runde: „Die Musen sind nicht zu allen Zeiten willig“.
Bekanntlich hat Marlowe seinen Freund Greene um ein dreiviertel Jahr überlebt. Tieck aber lässt Marlowe – wahrscheinlich aus „dramaturgischen“ Gründen – ein Paar Tage nach dem Freunde sterben.

## Rezeption
- Shakespeare geht in der Novelle „gleichsam nur im Hintergrund“ vorüber.[6]
- In der Gegenüberstellung von Shakespeare und Marlowe behandle Tieck eines seiner großen Themen: „Dichtertum und Vaterland“.[7]
- Dichterleben, als Trilogie angelegt, sei „teilweise verunglückt“[8]
- Die Novelle liefere „kein glaubwürdiges Shakespearebild“[9]
- Das Bestehen des Dichters in einer „unpoetischen Welt“ ist das Thema. Kern sieht Shakespeare in diesem Überlebenskampf als „Zentralfigur“ in der Novelle.[10]

## Trilogie
Der dritte Teil liegt nicht vor. Quellen zum zweiten Teil:
- Der Text bei Zeno.org: Dichterleben. Zweiter Teil.
- Ludwig Tieck's Schriften. Band 18: Novellen Band 2: Das Fest zu Kenelworth; Dichterleben – Theil I und Theil II. G. Reimer Berlin 1844. 382 Seiten. Titelstempel. An den Rändern unbeschnitten und nicht aufgeschnitten. Papier teilweise braunfleckig und angestaubt.

Angaben in Paulin, S. 91, 1. Literaturstelle von oben:
- Ludwig Tieck: Dichterleben. Zweiter Teil in Novellenkranz. Ein Almanach auf das Jahr 1831. 1. Jg. Reimer Berlin. S. 1–206.
- Neudruck beider Teile in Berlin (DDR) erfolgte 1981.